# تری‌هپتانوین
تری‌هپتانوین (به انگلیسی: Triheptanoin) با فرمول شیمیایی C۲۴H۴۴O۶ یک ترکیب شیمیایی با شناسه پاب‌کم ۶۹۲۸۶ است. که جرم مولی آن ۴۲۸٫۶۰ g/mol می‌باشد. 